# ديبورا فيلدمان
ديبورا فيلدمان (بالإنجليزية: Deborah Feldman؛ بالألمانية: Deborah Feldman) هي مدونة وكاتِبة أمريكية وألمانية، ولدت في 17 أغسطس 1986 في نيويورك في الولايات المتحدة.

## وصلات خارجية
- ديبورا فيلدمان على موقع IMDb (الإنجليزية)
- ديبورا فيلدمان على موقع مونزينجر (الألمانية)
- ديبورا فيلدمان على موقع ألو سيني (الفرنسية)

- الموقع الرسمي